# Jean-Charles Roman d'Amat
Jean-Charles Roman d'Amat (12 mai 1887 – 29 mars 1976), est un bibliothécaire et historien français. Il dirige notamment l'édition du Dictionnaire de biographie française.

## Biographie
Fils de Joseph Roman, avec ses deux frères Bernard et Jacques, il est autorisé à rajouter le nom d'« Amat » éteint et porté par sa grand-mère paternelle ; il se fait quant à lui appeler « Roman d'Amat ».
Il obtient son diplôme d'archiviste paléographe avec une thèse de l'École des chartes soutenue en 1911 et intitulée Les chartes de l’ordre dauphinois et provençal de Chalais, il devient conservateur adjoint à la Bibliothèque nationale.
Il signe ses œuvres d'abord sous le nom de Joseph-Charles Roman, ou Jean-Charles Roman, puis la plupart d'entre elles sous le nom de Jean-Charles Roman d'Amat.
Roman d'Amat est surtout connu comme l'un des directeurs du Dictionnaire de biographie française (DBF), dont le premier volume paraît en 1933.
Il meurt à Versailles le 29 mars 1976.

### Vie personnelle
Il épouse Pierrette Lucie Frédérique Thomas, à Versailles le 3 mars 1920. Trois enfants naissent de cette union, Patrice et Jean-Gabriel et Béatrice.
Veuf, il se remarie le 8 août 1938 avec Marie Thérèse Dulac à Verneuil-en-Bourbonnais. François est né de cette union.

## Ouvrages
- Les Remords d'un roi, composition qui a obtenu le 1er prix au concours littéraire d'Embrun, par J.-C. Roman, 1909.
- Georges de Scudéry, gentilhomme gapençais, 1910.
- La Réforme de Boscodon en 1621, s.d.
- Une matrice de sceau de l'église de Saint-May, s.d.
- Les Chartes de l'ordre dauphinois et provençal de Chalais, 3 volumes, 1911-1923.
- Deux chartes fausses concernant la famille Berton de Crillon, s.d.
- Le Baptême du feu, 20 octobre 1914, par un officier, membre de la Société d'études [des Hautes-Alpes. J.-Charles Roman d'Amat], 1916.
- L'Ordre dauphinois et provençal de Chalais, 1920.
- La Fin du Moyen Âge et le XVIe siècle (1328-1610), 1927.
- Les Temps modernes (1610-1789) (en collab.), 1927.
- Le Moyen Âge. Histoire de l'Europe, du Ve siècle à la Guerre de cent ans, par Henri Gaillard et Roman d'Amat, 1928.
- Histoire contemporaine (1789-1848) (en collab.), 1928.
- Histoire contemporaine (de 1848 à nos jours), par H. Gaillard et Roman d'Amat, 1929.
- Font-Bachat, 1935.
- Malespine, 1937.
- La Voie romaine « per Alpem Cottiam », par Jean Charles d'Amat, 1955-1957.
- Les Mystères de Dromon, 1957-1958.
- Histoire de la ville de Gap, 1965.
- Histoire de Volx, 1966.
- L'Abbaye de Boscodon, 1974
- La Fin de l'abbaye de Boscodon (1766-1779).
- Armorial des communes des Hautes-Alpes, 1974